# Lidia di Tiatira
Lidia è una donna citata negli Atti degli Apostoli. Originaria di Tiatira e abitante a Filippi, viene convertita al cristianesimo da san Paolo; è venerata come santa da tutte le Chiese che ammettono il culto dei santi, e la sua memoria si festeggia il 20 maggio o il 3 agosto.

## Agiografia
Di Lidia si hanno notizie negli Atti degli Apostoli: essa viene descritta da san Luca come una figura esemplare di donna cristiana. Lidia, come narra il libro, vive a Filippi, prima città europea raggiunta da san Paolo, dove commercia stoffe pregiate. Proviene da Tiatira, città della Lidia in Asia Minore, situata tra Pergamo e Sardi, famosa in quei tempi per le sue tintorie della porpora.
Lidia, quindi, è stata la prima persona a noi nota ad essere battezzata in Europa.
Lidia è una donna intraprendente, benestante e indipendente e con diverse qualità. Luca la descrive «credente in Dio» quindi aggregata alla sinagoga, senza essere giudea. Lidia fa parte di un gruppo di donne ebree che si riuniscono a pregare lungo il fiume nelle vicinanze della porta della città, probabilmente per mancanza di una propria sinagoga dove poter pregare. Durante queste riunioni si può immaginare il gruppo di donne ad ascoltare, ma non con la stessa attenzione e curiosità con cui ascolta Lidia. Infatti Luca scrive «il Signore le aprì il cuore per aderire alle parole di Paolo», quindi lei non si limita ad ascoltare il Vangelo, lei lo applica. Per Lei l'unica cosa che conta è il Vangelo. Infatti diede ospitalità agli Apostoli, quasi costringendoli. Per Luca, Lidia è una donna che si caratterizza per le sue fondamentali virtù: fede e ospitalità.
(Atti degli Apostoli 16,11-15))

## Culto
Fu introdotta da Cesare Baronio nel Martirologio Romano, dove, alla data del 3 agosto, iscrisse: 
(Martyrologium Romanum)

La revisione del 2001 l'ha collocata al 20 maggio, ove è scritto: 
(Martirologio Romano)